# Koharu Kisaragi
Kisaragi Koharu (n. 19 februarie 1956, Tokyo⁠(d), Tōkyō, Japonia – d. 19 decembrie 2000)  a fost o artistă completă: dramaturg, regizor, director artistic, compozitor, textier, interpret și critic al problemelor actuale atât teatrale, cât și sociale. La moartea sa subită, pe când avea doar 44 de ani, a lăsat în urmă o fiică, un soț și o multitudine de proiecte neterminate. 
A studiat filosofia la o universitate din Tokio, iar în 1976, pe când era încă studentă, a fondat primul grup de teatru, Gekidan Kiki, ocazie cu care a scris și regizat propriile piese, ce vorbeau despre problemele urbane și viața oamenilor în marile orașe. În primele ei producții, a experimentat cu actorii, tratându-le trupurile ca pe niște păpuși, pentru a reda ideea că viața urbană a transformat oamenii în ființe înstrăinate, asemănătoare unor roboți. Criticul de teatru Senda Akihiko descrie munca ei timpurie ca un fel de basorelief al vieții cotidiene a oamenilor în oraș și a spus că personajele ei erau "fantome virtuale plutind în viețile lor urbane, devenind tablouri simbolice" (Senda 2001, 45).
În 1982, la vârsta de 27 de ani, a părăsit Gekidan Kiki împreună cu alți câțiva membri, alături de care a fondat un nou grup, numit NOISE. Kisaragi era directorul noii instituții, scriind și regizând toate producțiile, în timp ce soțul ei, Kajiya Kazuyuki, a fost principalul producător. Aici și-a continuat opera dedicată vieții urbane. Numele grupului a fost inspirat de „zgomotul alb“ care poate fi auzit în fiecare secundă a fiecărei zile în orașe. Un alt sens din spatele denumirii NOISE se referă la dorința de a fi auzit și de a face o diferență. Pentru femei, în mod special, conceptul de shizuka, sau liniștea, este privit ca o calitate în societate, în timp ce este urusai, sau gălăgia, este dezaprobată. Kisaragi și grupul ei și-au dorit în mod special să se facă auziți și să nască discuții, iar producțiile lor au fost cu siguranță provocatoare și zgomotoase.
Activitatea companiei a reflectat ideile lui Kisaragi despre vocile și corpurile oamenilor, despre care credea că sunt singurele instrumente ale comunicării umane. Mișcările și gesturile din spectacolele sale nu erau realiste, ci aduceau un nou nivel de expresivitate textului și adesea păreau mecanice sau ca de robot, ilustrând convingerea lui Kisaragi că locuitorii orașului sunt, de cele mai multe ori, mai degrabă mașinării decât oameni.